# Myrrhis tenuifolia
Myrrhis tenuifolia är en flockblommig växtart som beskrevs av Spreng.. Myrrhis tenuifolia ingår i släktet spanskkörvlar, och familjen flockblommiga växter. Inga underarter finns listade i Catalogue of Life.